# Sirhan Sirhan
Sirhan Bishara Sirhan (ur. 19 marca 1944 w Jerozolimie) – Palestyńczyk, zabójca amerykańskiego senatora Roberta Francisa Kennedy’ego.

## Życiorys
Urodził się w chrześcijańskiej rodzinie i jako nastolatek wyemigrował do USA. Ukończył Pasadena City College. Od 1965 pracował jako stajenny.
5 czerwca 1968 w Los Angeles śmiertelnie postrzelił kandydata na prezydenta Stanów Zjednoczonych, tuż po wygłoszeniu przez niego przemówienia z okazji zwycięstwa w stanowych prawyborach w Kalifornii (zob. zamach na Roberta F. Kennedy’ego). Obecnie Sirhan Sirhan odbywa karę dożywotniego pozbawienia wolności.
Sirhan Sirhan był maronitą, w USA należał do różnych Kościołów chrześcijańskich, interesował się też okultyzmem. Twierdził, że zastrzelił Kennedy’ego, ponieważ poparł on Izrael w wojnie sześciodniowej w 1967. Zamachu dokonał w pierwszą rocznicę wybuchu konfliktu.
2 marca 2011 Kalifornijska Rada ds. Zwolnień Warunkowych odrzuciła jego wniosek o warunkowe przedterminowe zwolnienie. Rada uzasadniła swą odmowę tym, że 66-letni Sirhan nie wykazał dostatecznej skruchy ani zrozumienia wagi zbrodni, której dopuścił się 5 czerwca 1968. Sirhan jest obecnie reprezentowany przez adwokata
Williama Francisa Peppera. Z tych samych przyczyn kolejny wniosek o przedterminowe zwolnienie został odrzucony 10 lutego 2016. Był to jego 15. wniosek rozpatrzony z negatywnym skutkiem.